# Os aponeurosis plantaris
Het os aponeurosis plantaris is een accessoir voetwortelbeentje dat soms als extra ossificatiepunt ontstaat gedurende de embryonale ontwikkeling en dan gelegen is aan de plantaire zijde van de voetwortel. Het sesambeentje is gelegen in de aponeurosis plantaris, een peesplaat die de tuberositas van de calcaneus verbindt met de middenvoetsbeenderen.
Op röntgenfoto's wordt een os aponeurosis plantaris soms onterecht aangemerkt als afwijkend, losliggend botdeel of als fractuur. Het extra botje komt echter zeer zelden voor.,